# Altinbek Dzhanibekov
Altinbek Dzhanibekov (kirgisisk: Алтынбек Жаныбеков tr. Altynbek Sjanybekov russisk: Алтынбе́к Джаныбе́кович Джаныбе́ков tr. Altynbek Dsjanybekovitj Dsjanybekov født 1934 i Nisjnjanja Ala-Artja i Den autonome kirgisiske socialistiske sovjetrepublik (i dag 
Kirgisistan), er en kirgisisk/sovjetisk komponist, producer og tekniker
Dzhanibekov studerede komposition på Musikkonservatoriet i Almaty i Kasakhstan hos Jevgenij Brusilovskij. Han har skrevet en symfoni, orkesterværker, kammermusik, instrumentalværker etc. Han var tillige radiotekniker på Kirgisisk Radio, samt tekniker og producent  for det Kirgisiske Symfoniorkester. 

## Udvalgte værker
- Symfoni nr. 1 "Til minde om Toktogula Satilganova" (1966) - for orkester